# Kabinet-Raab IV
De Oostenrijkse bondsregering Raab IV werd op 3 november 1960 benoemd door bondspresident Adolf Schärf als opvolger van de bondsregering Raab III. De verkiezingen waren op 10 mei 1959. De nieuwe regering had een vrijwel ongewijzigde samenstelling ten opzichte van het vorige kabinet, met ook weer 157 van de 165 zetels in de Nationale Raad.
De bondsregering Raab IV kwam al op 11 april 1961 tot een einde toen bondskanselier Julius Raab werd opgevolgd door zijn partijgenoot Alfon Gorbach.
| Bondsminister             | Ambtsdrager                                                  | Partij  | Staatssecretaris       |
| ------------------------- | ------------------------------------------------------------ | ------- | ---------------------- |
| Bondskanseliersambt       | Bondskanselier: Julius Raab Vice-kanselier: Bruno Pittermann | ÖVP SPÖ |                        |
| Binnenlandse Zaken        | Josef Afritsch                                               | SPÖ     | Franz Grubhofer (ÖVP)  |
| Justitie                  | Christian Broda                                              | SPÖ     |                        |
| Onderwijs                 | Heinrich Drimmel                                             | ÖVP     |                        |
| Sociale Zekerheid         | Anton Proksch                                                | SPÖ     |                        |
| Financiën                 | Eduard Heilingsetzer                                         | ÖVP     |                        |
| Land- en Bosbouw          | Eduard Hartmann                                              | ÖVP     |                        |
| Handel en Wederopbouw     | Fritz Bock                                                   | ÖVP     | Eduard Weikhart (SPÖ)  |
| Verkeer en Elektrificatie | Karl Waldbrunner                                             | SPÖ     |                        |
| Landsverdediging          | Ferdinand Graf                                               | ÖVP     | Otto Rösch (SPÖ)       |
| Buitenlandse Zaken        | Bruno Kreisky                                                | SPÖ     | Franz Gschnitzer (ÖVP) |

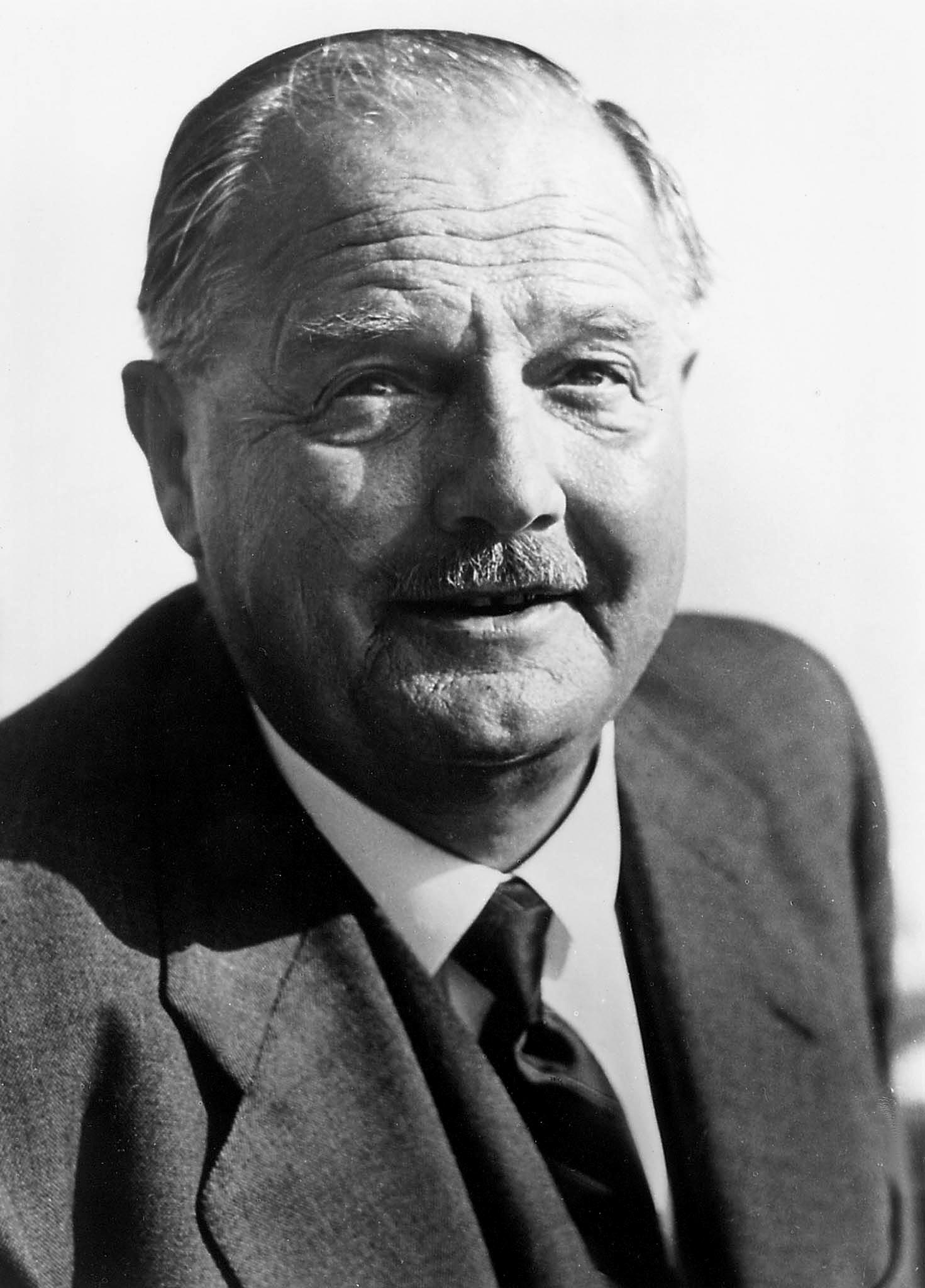
Bondskanselier Julius Raab (ÖVP)
Vice-kanselier Bruno Pittermann (SPÖ)

Renner · Figl I · Figl II · Figl III · Raab I · Raab II · Raab III · Raab IV · Gorbach I · Gorbach II · Klaus I · Klaus II · Kreisky I · Kreisky II · Kreisky III · Kreisky IV · Sinowatz · Vranitzky I · Vranitzky I · Vranitzky III · Vranitzky IV · Vranitzky V · Klima · Schüssel I · Schüssel II · Gusenbauer · Faymann I · Faymann II · Kern · Kurz I · Bierlein · Kurz II · Schallenberg · Nehammer · Stocker